# Muhammad Abbas
Muhammad Abbas (Urdu محمد عباس; * 16. Februar 1986 in Gilgit) ist ein pakistanischer Skirennläufer. Er startete hauptsächlich in den technischen Disziplinen Riesenslalom und Slalom.

## Karriere
Abbas gab seine internationales Renndebüt am 16. Januar 2001 bei einem Riesenslalom im Rahmen des Far East Cups. Sein erstes internationales Großereignis waren die Weltmeisterschaften 2005 in Bormio, wo er im Slalom den 64. und letzten Platz belegte, mit fast 20 Sekunden Rückstand auf den Vorletzten. 
2010 nahm Abbas als erster pakistanischer Sportler an Olympischen Winterspielen teil. Im Vergleich zu seiner ersten Weltmeisterschaftsteilnahme fünf Jahre zuvor gelang ihm eine deutliche Steigerung. So konnte er mit Marino Cardelli aus San Marino und dem Inder Jamyang Namgial zwei Läufer hinter sich lassen. Auch der Rückstand auf den Läufer vor ihm, Hubertus von Hohenlohe aus Mexiko, war mit knapp 9 Sekunden nur halb so groß.
Danach trat Abbas noch vereinzelt bei FIS-Rennen in der Türkei, im Iran und in Pakistan an. Sein letztes internationales Rennen bestritt er am 8. Februar 2020.

## Erfolge

### Olympische Winterspiele
- Vancouver 2010: 79. Riesenslalom

### Weltmeisterschaften
- Bormio 2005: 64. Riesenslalom

### Weitere Erfolge
- 3 Platzierungen unter den besten 5 bei FIS-Rennen